# Ahmad Albar
Ahmad Albar, pseudonim Iye lub Iyek, właśc. Ahmad Syech Albar (arab. ‏أحمد شيخ البار‎; ur. 16 lipca 1946 w Surabai) – indonezyjski muzyk rockowy pochodzenia arabskiego; założyciel i wokalista zespołu God Bless.
Szereg utworów wykonanych bądź napisanych przez artystę umieszczono w zestawieniu 150 indonezyjskich utworów wszech czasów, ogłoszonym przez lokalne wydanie magazynu „Rolling Stone”. Utwór „Kehidupan” (z zespołem God Bless) znalazł się na pozycji 8., a utwór „Rumah Kita” został sklasyfikowany na pozycji 22. Na liście uwzględniono również utwory „Neraka Jahanam” (z Duo Kribo, pozycja 18.), „Panggung Sandiwara” (z Duo Kribo, pozycja 21.), „Kepada Perang” (z Gong 2000, pozycja 114.).